# EK Весов
EK Весов (лат. EK Librae) — одиночная переменная звезда в созвездии Весов на расстоянии (вычисленном из значения параллакса) приблизительно 5010 световых лет (около 1536 парсеков) от Солнца. Видимая звёздная величина звезды — от +14,5m до +12,7m.

## Характеристики
EK Весов — красная пульсирующая полуправильная переменная звезда (SR) спектрального класса M7e.